# Bugula
Bugula är ett släkte av mossdjur som beskrevs av Lorenz Oken 1815. Bugula ingår i familjen Bugulidae.
Släktet Bugula indelas i:
- Bugula angustiloba
- Bugula aperta
- Bugula apsteini
- Bugula aquilirostris
- Bugula aspinosa
- Bugula avicularia
- Bugula bengalensis
- Bugula borealis
- Bugula calathus
- Bugula californica
- Bugula carvalhoi
- Bugula crosslandi
- Bugula cuspidata
- Bugula decipiens
- Bugula dentata
- Bugula dispar
- Bugula ditrupae
- Bugula eburnea
- Bugula expansa
- Bugula fastigiata
- Bugula flabellata
- Bugula fulva
- Bugula gautieri
- Bugula gracilis
- Bugula grayi
- Bugula harmsworthi
- Bugula hessei
- Bugula hummelincki
- Bugula hyadesi
- Bugula intermedia
- Bugula longirostrata
- Bugula longissima
- Bugula lophodendron
- Bugula marcusi
- Bugula microoecia
- Bugula minima
- Bugula mollis
- Bugula multiserialis
- Bugula neritina
- Bugula neritinoides
- Bugula orientalis
- Bugula pacifica
- Bugula pedata
- Bugula philippsae
- Bugula plumosa
- Bugula prenanti
- Bugula prismatica
- Bugula protensa
- Bugula pugeti
- Bugula purpurotincta
- Bugula robusta
- Bugula rylandi
- Bugula scaphoides
- Bugula scaphula
- Bugula serrata
- Bugula simplex
- Bugula simpliciformis
- Bugula spicata
- Bugula stolonifera
- Bugula subglobosa
- Bugula tricuspis
- Bugula tschukotkensis
- Bugula turbinata
- Bugula turrita
- Bugula umbelliformis
- Bugula vectifera

## Bildgalleri

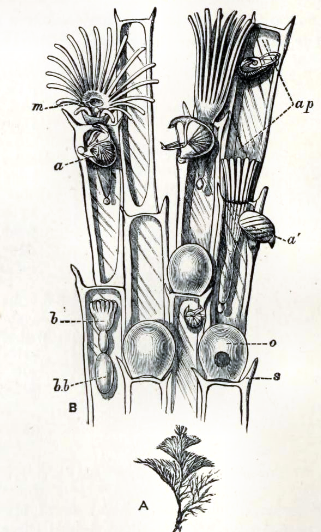